# Col·lectiu de mestres de la Safor
El Col·lectiu de mestres de la Safor aplega un grup d'ensenyants que treballen conjuntament per a millorar l'escola valenciana. L'entitat començà a treballar el 1974 però no fou legalitzada fins després de la transició, el 1979. Els primers objectius que es marcà el col·lectiu fou la formació continuada dels professors i la introducció del valencià a les aules. Per aquest motiu han publicat llibres sobre lingüística, natura, cuina, tradicions, etnologia, astronomia o contes infantils. A més de les publicacions, han fet desenes de trobades en diversos formats i han organitzat unes jornades per celebrar el trentè aniversari, el 2009, on el seu president, Manolo Cabanillas, assegurava que l'entitat havia patit "persecució política" des del principi, però es mostrava orgullós que l'entitat seguís endavant. El 2005 van rebre el Premi Abril del Bloc Nacionalista Valencià pel seu compromís en la defensa de la llengua.